# Strafarbeit

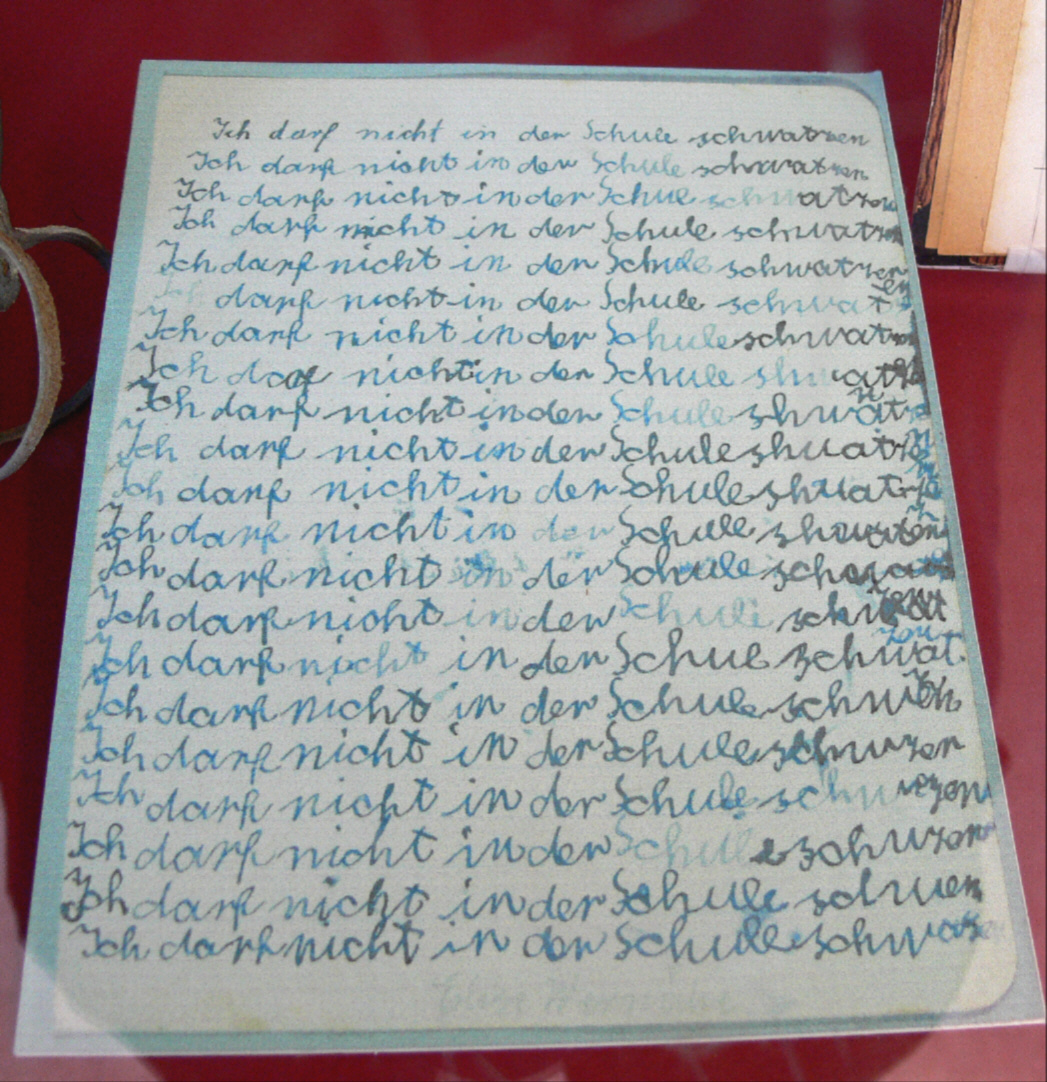
Strafarbeit: Eine ganze Seite mit dem Satz „Ich darf nicht in der Schule schwatzen.“ beschreiben

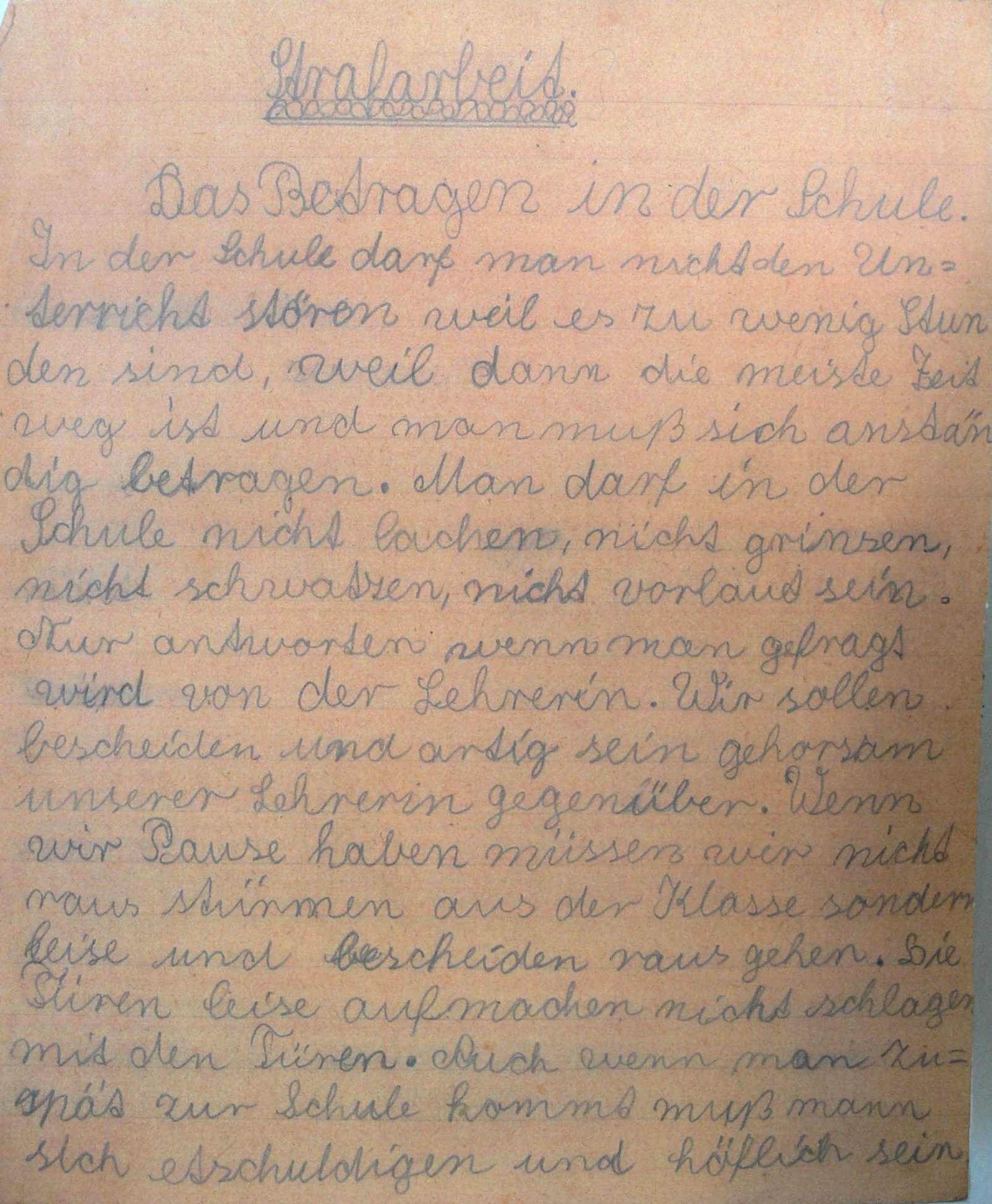
Strafarbeit: Aufsatz über das Betragen in der Schule

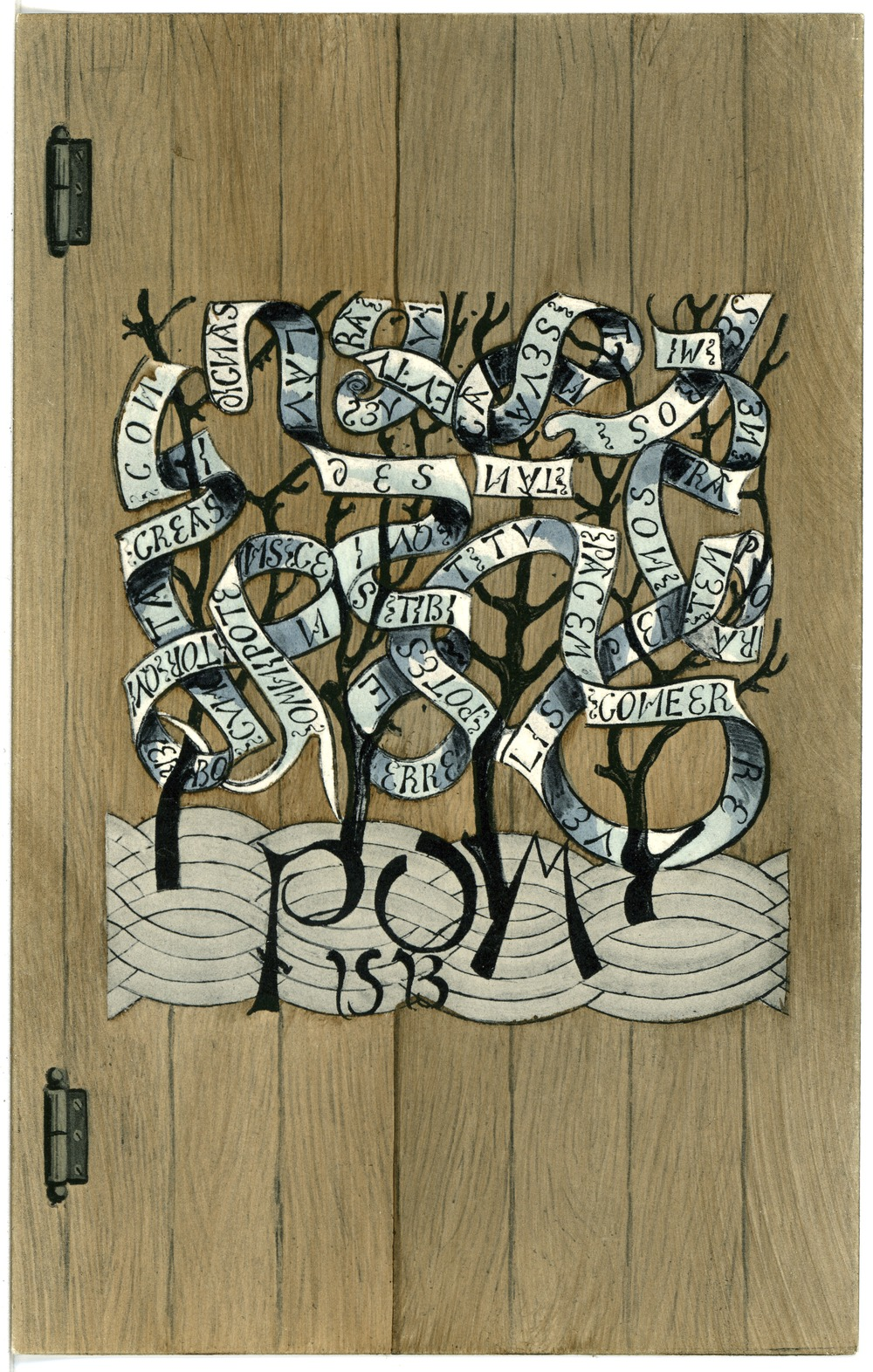
Strafarbeit eines Mönchs – bemalter Türflügel einer Betkapelle in Altzella

Als Strafarbeit gilt eine im Rahmen einer pädagogischen Maßnahme erteilte schriftliche Aufgabe, die eine erzieherische Konsequenz darstellen soll. Die Brüder Grimm erläutern den Begriff in ihrem Deutschen Wörterbuch mit den Worten, Strafarbeit sei eine „‘kleinere, zur strafe verhängte arbeitsleistung’ … so in heer und schule … dazu sehr häufig in schriftlicher form;“ Auch Krünitz gab in seiner Oeconomischen Encyclopädie von 1858 die Strafarbeit als eine neben „Carcer…., schlechte Schulzeugnisse und Fortjagung oder Entfernung von der Schule“ bestehende Schulstrafe an.

## Zweck
Die Strafarbeit wird von Lehrpersonen in Schulen häufig als „Zusatzaufgabe“ bezeichnet, da sie Schülerinnen und Schüler, die nach Ansicht der Lehrerperson im Unterricht die nötige Aufmerksamkeit vermissen ließen, ermöglichen soll, den verpassten Lernstoff nachzuholen. Doch auch das mehrmalige Abschreiben von Sätzen oder Wörtern gehört noch immer zum Repertoire dieser Strafe.
In allen Schulgesetzen in Deutschland sind derartige Erziehungsmaßnahmen erlaubt. Strafarbeiten werden in der pädagogischen Fachsprache Zusatzarbeiten genannt.
Der Focus schreibt dazu:

„50-mal den Satz „Ich darf nicht schwätzen“ auf ein Blatt Papier zu schreiben zählt zu den mechanischen Strafarbeiten und ist ebenfalls entwürdigend. Auch seitenweises Abschreiben von Texten oder vielfaches Schreiben desselben Wortes, auch wenn dies als Übungsarbeit deklariert ist, darf somit den Schülern nicht zugemutet werden.“